# Sixten Nylund
Sixten Georg Nylund, född 21 januari 1914 i Stockholm, död 15 januari 1981 i Karl Johans församling, Göteborg, var en svensk psykiater.

## Biografi
Nylund var son till överinspektör Georg Nylund och hans hustru Johanna Eugenia, f. Stenström. Efter studentexamen i Hudiksvall 1935 blev Nylund medicine kandidat vid Karolinska institutet i Stockholm 1938 och medicine licentiat 1945. Han blev underläkare vid Tranås kuranstalt 1946, tillförordnad extra ordinarie andre läkare vid Sankta Annas sjukhus i Nyköping 1948, andre läkare vid Sandträsks sanatorium 1948, vid Solbackens sanatorium 1949 och vid Eksjö sanatorium 1949. Nylund var vikarierande underläkare vid medicinska avdelningen vid Garnisonssjukhuset i Eksjö 1950, andre läkare vid Eksjö sanatorium 1950, underläkare vid Ryhovs sjukhus 1951-1955 och förste läkare där 1955-1957. Han var psykiater vid Hässleby sanatorium 1957, biträdande överläkare vid Säters sjukhus 1959-1960, överläkare vid Birgittas sjukhus i Vadstena 1960-1962 samt var överläkare och styresman vid Sankt Olofs sjukhus i Visby 1962–1975.
Nylund gifte sig 1946 med Christina Hedman (1917-1997). Han var far till Åsa (född 1947). Nylund avled 1981 och gravsattes på Västra kyrkogården i Göteborg.